# Prva Liga 2017
La Prva Liga 2017 è la 13ª edizione del campionato di football americano di primo livello, organizzato dalla SAAF.

## Squadre partecipanti
| Club                  | Città             | Stadio | Sponsor ufficiale | Risultato nella stagione 2016 |
| --------------------- | ----------------- | ------ | ----------------- | ----------------------------- |
| Belgrade Blue Dragons | Belgrado          |        |                   |                               |
| Beograd Vukovi        | Belgrado          |        |                   |                               |
| Inđija Indians        | Inđija            |        |                   |                               |
| Kragujevac Wild Boars | Kragujevac        |        |                   |                               |
| Novi Sad Dukes        | Novi Sad          |        |                   |                               |
| Pančevo Panthers      | Pančevo           |        |                   |                               |
| Sirmium Legionaries   | Sremska Mitrovica |        |                   |                               |
| Sombor Celtis         | Sombor            |        |                   |                               |

## Stagione regolare

### Calendario

#### 1ª giornata
| Pančevo 25 marzo 2017, ore 14:30 | Pančevo Panthers | 2 – 23 (0-7 0-0 0-7 2-9) | Belgrade Blue Dragons | SC Mladost |

| Kragujevac 26 marzo 2017, ore 14:00 | Kragujevac Wild Boars | 36 – 7 (14-0 15-0 7-7 0-0) | Sombor Celtis | FK Arsenal |

| Novi Sad 26 marzo 2017, ore 14:30 | Novi Sad Dukes | 50 – 12 (7-0 21-12 15-0 7-0) | Sirmium Legionaries | FK Kabel |

#### Recuperi 1
| 2 aprile 2017 | Beograd Vukovi | 41 – 7 (13-0 7-0 14-0 7-7) | Inđija Indians |  |

#### 2ª giornata
| Kragujevac 8 aprile 2017, ore 15:00 | Kragujevac Wild Boars | 21 – 14 (7-0 0-14 0-0 14-0) | Beograd Vukovi | FK Badnjevac |

| Sombor 9 aprile 2017, ore 15:00 | Sombor Celtis | 6 – 32 (6-0 0-13 0-6 0-13) | Belgrade Blue Dragons | Gradski Stadion |

| Sremska Mitrovica 9 aprile 2017, ore 15:00 | Sirmium Legionaries | 46 – 27 (8-14 20-0 6-0 12-13) | Pančevo Panthers | Stadion Promenada |

#### Recuperi 2
| Inđija 15 aprile 2017, ore 15:00 | Inđija Indians | 0 – 23 (0-0 0-10 0-6 0-7) | Novi Sad Dukes | SC Leje |

#### 3ª giornata
| Novi Sad 22 aprile 2017, ore 16:30 | Novi Sad Dukes | 12 – 20 (6-0 0-12 6-0 0-8) referto | Kragujevac Wild Boars | FK Kabel |

| Jajinci 23 aprile 2017, ore 13:00 | Belgrade Blue Dragons | 13 – 6 (6-6 0-0 7-0 0-0) referto | Sirmium Legionaries | FK Heroj |

| Pančevo 23 aprile 2017, ore 16:00 | Pančevo Panthers | 12 – 13 (0-0 6-7 0-0 6-6) referto | Inđija Indians | SC Mladost |

| Belgrado 23 aprile 2017 | Beograd Vukovi | 42 – 6 (14-0 21-0 7-0 0-6) referto | Sombor Celtis | Omladinski stadion |

#### 4ª giornata
| Sombor 30 aprile 2017, ore 14:00 | Sombor Celtis | 14 – 30 (0-10 0-6 0-7 14-7) referto | Sirmium Legionaries | Gradski stadion |

| Arbitri: | P. Pavlović V. Gredeljević D. Petrović J. Vamović M. Perić |

| |           |                                       |
| Stepović Q1 (TD) 5yd pass from Maginis Goić Q1 (pat) Nedeljković Q1 (TD) 15yd pass from Đokić Goić Q1 (pat) Belković Q1 (TD) 8yd interception return Goić Q1 (pat) Novaković Q1 (TD) 5yd run Goić Q1 (pat) Goić Q2 (TD) 80yd pass from Đokić Goić Q2 (pat) Ramzi Q2 (TD) 70yd interception return Goić Q2 (pat) Petrović Q2 (TD) 70yd fumble return | Marcatori | Bošnjak Q3 (TD) 15yd pass from Spasić |

| Belgrado 30 aprile 2017, ore 17:00 | Beograd Vukovi | 28 – 23 (7-0 7-10 7-7 7-6) referto | Novi Sad Dukes | Omladinski stadion |

#### Recuperi 3
| 7 maggio 2017 | Inđija Indians | 7 – 23 (7-7 0-7 0-6 0-3) | Belgrade Blue Dragons |  |

#### 5ª giornata
| 13 maggio 2017 | Sirmium Legionaries | 7 – 13 (0-0 0-0 7-7 0-6) | Inđija Indians |  |

| 13 maggio 2017 | Belgrade Blue Dragons | 0 – 35 (a tavolino) | Kragujevac Wild Boars |  |

| 14 maggio 2017 | Pančevo Panthers | 32 – 35 (13-7 6-6 6-7 7-15) | Beograd Vukovi |  |

| 14 maggio 2017 | Novi Sad Dukes | 35 – 0 (a tavolino) | Sombor Celtis |  |

#### 6ª giornata
| Kragujevac 21 maggio 2017, ore 16:00 | Kragujevac Wild Boars | 63 – 7 (20-0 28-7 8-0 7-0) referto | Sirmium Legionaries | Čika Dača |

#### 7ª giornata
| Belgrado 27 maggio 2017, ore 16:15 | Beograd Vukovi | 33 – 9 (0-3 13-0 14-0 6-0) referto | Belgrade Blue Dragons | Stadio BASK Kraj Careve Cuprije |

| Sombor 28 maggio 2017, ore 15:00 | Sombor Celtis | 0 – 28 (0-7 0-0 0-14 0-7) referto | Inđija Indians | Gradski stadion |

| Novi Sad 28 maggio 2017, ore 16:00 | Novi Sad Dukes | 54 – 8 (6-8 22-0 12-0 14-0) referto | Pančevo Panthers | FK Kabel |

#### 8ª giornata
| 3 giugno 2017, ore 14:00 | Sirmium Legionaries | 6 – 39 (6-13 0-6 0-0 0-20) | Beograd Vukovi |  |

| Belgrado 3 giugno 2017, ore 16:30 | Belgrade Blue Dragons | 14 – 37 (7-14 7-7 0-10 0-6) | Novi Sad Dukes | Stadion FK Heroj |

| 4 giugno 2017, ore 17:00 | Inđija Indians | 14 – 40 (0-13 7-21 7-0 0-6) | Kragujevac Wild Boars | Sportski centar Leje |

#### Recuperi 4
| 11 giugno 2017, ore 16:00 | Pančevo Panthers | 44 – 0 | Sombor Celtis | Sportski Centar Mladost |

### Classifica
La classifica della regular season è la seguente:
- PCT = percentuale di vittorie, G = partite giocate, V = partite vinte,  P = partite perse, PF = punti fatti, PS = punti subiti

| Pos. | Squadra               | PCT   | G | V | N | P | PF  | PS  |
| ---- | --------------------- | ----- | - | - | - | - | --- | --- |
| 1    | Kragujevac Wild Boars | 1.000 | 7 | 7 | 0 | 0 | 263 | 60  |
| 2    | Beograd Vukovi        | .857  | 7 | 6 | 0 | 1 | 232 | 104 |
| 3    | Novi Sad Dukes        | .714  | 7 | 5 | 0 | 2 | 234 | 82  |
| 4    | Belgrade Blue Dragons | .571  | 7 | 4 | 0 | 3 | 114 | 126 |
| 5    | Inđija Indians        | .429  | 7 | 3 | 0 | 4 | 82  | 146 |
| 6    | Sirmium Legionaries   | .286  | 7 | 2 | 0 | 5 | 114 | 219 |
| 7    | Pančevo Panthers      | .143  | 7 | 1 | 0 | 6 | 131 | 219 |
| 8    | Sombor Celtis         | .000  | 7 | 0 | 0 | 7 | 33  | 247 |

## Playoff e playout
Si qualificano ai playoff le prime 6 classificate della stagione regolare. Le squadre classificate tra il terzo e il sesto posto giocano le wild card, mentre le prime due sono ammesse direttamente ale semifinali. La peggiore delle due squadre vittoriose al turno di wild card incontrerà la prima classificata della stagione regolare, mentre la migliore incontrerà la seconda.
Il turno di playout è giocato dalla settima classificata della Prva Liga (l'ottava è retrocessa direttamente) contro la seconda classificata di Druga Liga (la prima è promossa direttamente).

### Tabellone
|  | Wild Card | Wild Card             | Wild Card |  |  | Semifinali | Semifinali            | Semifinali     |                |    | XIII Serbian Bowl     | XIII Serbian Bowl     | XIII Serbian Bowl |  |
|  |           |                       |           |  |  |            |                       |                |                |    |                       |                       |                   |  |
|  |           |                       |           |  |  | 1          | Kragujevac Wild Boars | 50             |                |    |                       |                       |                   |  |
|  | 4         | Belgrade Blue Dragons | 28        |  |  |            | Inđija Indians        | 3              |                |    |                       |                       |                   |  |
|  | 5         | Inđija Indians        | 35        |  |  |            |                       |                |                |    | Kragujevac Wild Boars | Kragujevac Wild Boars | 24                |  |
|  |           |                       |           |  |  |            |                       | Novi Sad Dukes | Novi Sad Dukes | 16 |                       |                       |                   |  |
|  |           |                       |           |  |  | 2          | Beograd Vukovi        | 7              |                |    |                       |                       |                   |  |
|  | 3         | Novi Sad Dukes        | 40        |  |  |            | Novi Sad Dukes        | 33             |                |    |                       |                       |                   |  |
|  | 6         | Sirmium Legionaries   | 0         |  |  |            |                       |                |                |    |                       |                       |                   |  |

### Wild card
| 17 giugno 2017, ore 17:00 | Novi Sad Dukes | 40 – 0 (16-0 8-0 8-0 8-0) | Sirmium Legionaries |  |

| 18 giugno 2017, ore 16:00 | Belgrade Blue Dragons | 28 – 35 (7-14 14-7 0-0 7-14) | Inđija Indians |  |

### Semifinali
| 24 giugno 2017, ore 17:30 | Kragujevac Wild Boars | 50 – 3 | Inđija Indians |  |

| Belgrado 25 giugno 2017, ore 16:30 | Beograd Vukovi | 7 – 33 (0-7 7-26 0-0 0-0) | Novi Sad Dukes | FK BASK\| Arbitro: \| M. Šolajić \| |
| Arbitro:                           | M. Šolajić     |                           |                |                                     |

### Playout
| 25 giugno 2017, ore 16:00 | Pančevo Panthers | 32 – 6 | Kikinda Mammoths |  |

### XIII Serbian Bowl
| 8 luglio 2017, ore 17:00 | Kragujevac Wild Boars | 24 – 16 | Novi Sad Dukes |  |

## Verdetti
- Kragujevac Wild Boars Campioni della Serbia 2017
- Sombor Celtis retrocessi in Druga Liga